# Coupe d'Europe des vainqueurs de coupe masculine de handball 2005-2006
Navigation
Coupe des Coupes 2004-2005 Coupe des coupes 2006-2007
La Coupe d'Europe des vainqueurs de coupe masculine de handball 2005-2006 est la 31e édition de la compétition.
Organisée par la Fédération européenne de handball (EHF), la compétition est ouverte à 44 clubs de handball d'associations membres de l'EHF. Ces clubs sont qualifiés en fonction de leurs résultats dans leur pays d'origine lors de la saison 2004-2005.
Elle est remportée par le club russe du Medvedi Tchekhov, vainqueur en finale du club espagnol du CBM Valladolid après avoir remonté un retard de sept buts concedés lors de la finale aller. Mais au lendemain de la finale retour, les arbitres allemands Frank Lemme (de) et Bernd Ullrich (de) sont interceptés à l'aéroport de Moscou en possession de 50 000 $ en liquide et sont finalement suspendus en 2009 par les fédérations allemande et européenne.

## Résultats

### Premier tour
| Équipe 1              | Score   | Équipe 2              | Aller | Retour |
| --------------------- | ------- | --------------------- | ----- | ------ |
| HB Esch               | 72 – 56 | HC Kastrioti Ferizaj  | 36-22 | 36-34  |
| PGU Tiraspol          | 47 – 56 | Viking Malt Panevėžys | 24-28 | 23-28  |
| DINHK Bakou           | 54 – 80 | HC Kehra              | 26-39 | 28-41  |
| SPE Strovolos Nicosie | 49 – 44 | HC Dukla Prague       | 29-22 | 20-22  |

### Deuxième tour
| Équipe 1                 | Score    | Équipe 2              | Aller | Retour |
| ------------------------ | -------- | --------------------- | ----- | ------ |
| HV Tachos Waalwijk       | 51 – 76  | Hammarby IF           | 26-35 | 25-41  |
| PLER KC Budapest         | 58 – 58E | Haslum HK             | 29-31 | 29-27  |
| RK Sloga Doboj           | 51 – 49  | RK Lovćen Cetinje     | 27-22 | 24-27  |
| RK Osijek                | 49 – 47  | GAC Kilkis            | 32-22 | 17-25  |
| TJ Štart Nové Zámky      | 45 – 62  | HSG Nordhorn          | 21-30 | 24-32  |
| HC Portovik Youjne       | 43 – 47  | Alpla HC Hard         | 24-20 | 19-27  |
| Chambéry Savoie Handball | 59 – 44  | HB Esch               | 30-21 | 29-23  |
| ASA Tel Aviv             | 63 – 61  | Polis Akad. Ankara    | 35-29 | 28-32  |
| RK Gold Club Kozina      | 58 – 54  | Viking Malt Panevėžys | 31-23 | 27-31  |
| Skjern Håndbold          | 76 – 46  | AS Pallamano Secchia  | 36-18 | 40-28  |
| HC Kehra                 | 52 – 66  | Sporting CP Lisbonne  | 33-27 | 19-39  |
| HCM Constanța            | 64 – 49  | SPE Strovolos Nicosie | 30-20 | 34-29  |
| KV Sasja HC Hoboken      | 43 – 64  | Kaustik Volgograd     | 22-29 | 21-35  |
| BM Granollers            | 63 – 46  | Pfadi Winterthur      | 32-19 | 31-27  |
| HC Victory Regia Minsk   | 59 – 67  | RK Metalurg Skopje    | 31-34 | 28-33  |
| Zagłębie Lubin           | 67 – 71  | CBM Valladolid        | 37-36 | 30-35  |

E Le Haslum HK est qualifié selon la règle des buts marqués à l'extérieur.

### Seizièmes de finale
| Équipe 1             | Score   | Équipe 2                 | Aller | Retour |
| -------------------- | ------- | ------------------------ | ----- | ------ |
| Haslum HK            | 66 – 68 | Hammarby IF              | 31-33 | 35-35  |
| RK Sloga Doboj       | 57 – 50 | RK Osijek                | 27-23 | 30-27  |
| Alpla HC Hard        | 43 – 59 | HSG Nordhorn             | 24-29 | 19-30  |
| ASA Tel Aviv         | 55 – 62 | Chambéry Savoie Handball | 24-31 | 31-31  |
| Skjern Håndbold      | 67 – 62 | RK Gold Club Kozina      | 38-32 | 29-30  |
| Sporting CP Lisbonne | 52 – 60 | HCM Constanța            | 30-32 | 22-28  |
| BM Granollers        | 68 – 58 | Kaustik Volgograd        | 36-27 | 32-31  |
| RK Metalurg Skopje   | 56 – 69 | CBM Valladolid           | 25-33 | 31-36  |

### Huitièmes de finale
Les équipes classées à la 3e place de chacun des 8 groupes de la Ligue des champions sont reversés en huitièmes de finale : Medvedi Tchekhov, IK Sävehof, SC Merano, ZTR Zaporijjia, Wisła Płock, HT Tatran Prešov, Kadetten Schaffhausen et HC Baník Karviná.
| Équipe 1              | Score    | Équipe 2                 | Aller | Retour |
| --------------------- | -------- | ------------------------ | ----- | ------ |
| Medvedi Tchekhov      | 69 – 56  | Hammarby IF              | 37-28 | 32-28  |
| RK Sloga Doboj        | 50 – 64  | HT Tatran Prešov         | 27-31 | 23-33  |
| IK Sävehof            | 65 – 65E | HSG Nordhorn             | 37-34 | 28-31  |
| Kadetten Schaffhausen | 51 – 51E | Chambéry Savoie Handball | 24-25 | 27-26  |
| Wisła Płock           | 56 – 62  | Skjern Håndbold          | 30-32 | 26-30  |
| ZTR Zaporijjia        | 51 – 59  | HCM Constanța            | 32-28 | 19-31  |
| SC Merano             | 59 – 66  | BM Granollers            | 25-32 | 34-34  |
| CBM Valladolid        | 77 – 57  | HC Baník Karviná         | 44-25 | 33-32  |

E Le HSG Nordhorn et le Kadetten Schaffhausen sont qualifiés selon la règle des buts marqués à l'extérieur.

### Quarts de finale
| Équipe 1         | Score   | Équipe 2              | Aller | Retour |
| ---------------- | ------- | --------------------- | ----- | ------ |
| HT Tatran Prešov | 55 – 65 | Medvedi Tchekhov      | 27-30 | 28-35  |
| HSG Nordhorn     | 62 – 46 | Kadetten Schaffhausen | 36-21 | 26-25  |
| Skjern Håndbold  | 59 – 70 | HCM Constanța         | 31-35 | 28-35  |
| BM Granollers    | 59 – 62 | CBM Valladolid        | 33-31 | 26-31  |

### Demi-finales
| Équipe 1         | Score   | Équipe 2       | Aller | Retour |
| ---------------- | ------- | -------------- | ----- | ------ |
| Medvedi Tchekhov | 64 – 63 | HSG Nordhorn   | 36-30 | 28-33  |
| HCM Constanța    | 60 – 73 | CBM Valladolid | 29-33 | 31-40  |

### Finale
| Équipe 1       | Score   | Équipe 2         | Aller | Retour |
| -------------- | ------- | ---------------- | ----- | ------ |
| CBM Valladolid | 60 – 61 | Medvedi Tchekhov | 36-29 | 24-32  |

La finale aller a été disputée le 23 avril 2006 au Polideportivo Huerta del Rey de Valladolid devant 3600 spectateurs :
- CBM Valladolid : Zubiria Ayerbe, Sierra - Gull (10), Muratović (6), Rentero Delgado  (5), Delgado Avila   (4), Garabaya  (4), Ugalde (3), López (2), Chema Rodríguez (2), Antonio, Garcia Morinigo, Silva, Velasco Encinas
- Medvedi Tchekhov : Grams, Kostigov - Rastvortsev    (8), Egorov (5), Ivanov (4), Tchipourine  (3), Frolov (3), Dibirov  (2), Igropoulo  (2), Filippov  (1), Kovalev   (1), Tchernoïvanov, Evdokimov  , Kamanine
- Arbitres :  Gilles Bord et Olivier Buy

La finale retour a été disputée le 29 avril 2006 au Sporthall Olimpijski de Tchekhov devant 3500 spectateurs,
- Medvedi Tchekhov : Kostigov - Evdokimov (1,  8'), Kamanine (1), Tchipourine (3,  13'), Dibirov (4,  30'), Igropoulo (11, 4p), Ivanov (3), Filippov (2,  53'), Rastvortsev (5,  58'), Frolov (2,  54').
- CBM Valladolid : Sierra - Antonio, Rentero, Garabaya (2,  19'), Chema Rodríguez (2,  30'), Avila (4,  57'), Ugalde (1), Velasco, Gull (7, 2p), Víctor Hugo et Muratović (8,  21').
- Arbitres :  Frank Lemme (de) et Bernd Ullrich (de)
- Évolution du score : 2-2, 5-5, 7-8, 11-10, 14-10, 18-13 ; 19-15, 21-16, 24-18, 28-20, 29-22 et 32-24.